# Guntershausen (Aadorf)
Guntershausen bei Aadorf is een dorp en voormalige Zwitserse gemeente gelegen in district Frauenfeld, kanton Thurgau. Guntershausen telt 1372 inwoners (2007).

## Geschiedenis
De plaats werd voor het eerst genoemd in 1282 als Gundolthuser tal.
De voormalige gemeente omvatte de dorpen Maischhausen, Tänikon en Wittershausen. In 1850 telde gemeente Guntershausen bei Aadorf 473 inwoners. In 1990 was het aantal 1051.
In 1996 werd de gemeente samengevoegd in de grotere naburige gemeente Aadorf.
- Historisch woordenboek van Zwitserland: 001896
- Virtual International Authority File: 126144814516075783832